# Peperomia cookiana
Peperomia cookiana är en pepparväxtart som beskrevs av C. Dc.. Peperomia cookiana ingår i släktet peperomior, och familjen pepparväxter. Inga underarter finns listade i Catalogue of Life.